# Euphorbia lukoseana
Euphorbia lukoseana es una especie fanerógama perteneciente a la familia de las euforbiáceas. Es endémica de Tanzania.

## Descripción
Es un arbusto densamente ramificado, perennifolio que forma grupos compactos de 30 cm de alto y 1 m de diámetro, ramas en difusión y enraizamiento, de 10-30 cm de largo, carnosa, con cuatro ángulos, de 1-1,5 cm de diámetro; ángulos sinuados, con  tubérculos con dientes de ± 1 cm de largo; espinosos.

## Ecología
Se encuentra en los lechos rocosos sobre el río, en los bosques de hoja caduca; a una altitud de  750-900 metros.
Especie muy cercana a Euphorbia proballyana.

## Taxonomía
Euphorbia lukoseana fue descrita por Susan Carter Holmes y publicado en Cactus and Succulent Journal 72: 188. 2000.
Etimología
Euphorbia: nombre genérico que deriva del médico griego del rey Juba II de Mauritania (52 a 50 a. C. - 23), Euphorbus, en su honor – o en alusión a su gran vientre –  ya que usaba médicamente Euphorbia resinifera. En 1753 Carlos Linneo asignó el nombre a todo el género.
lukoseana: epíteto